# Stadtbefestigung von Tirano
Als Stadtbefestigung von Tirano werden die ehemaligen Befestigungswerke der Stadt Tirano in der italienischen Provinz Sondrio, Region Lombardei, bezeichnet, welche die historische Stadt am Ende des Spätmittelalters bis zum Beginn der Frühen Neuzeit vollständig umfassten. Die Stadtmauern bestanden als bauliche Einheit lediglich eine sehr kurze Zeit von etwa 20 Jahren. Drei der vier Stadttore sind bis heute gut erhalten.

## Geschichte
Die Siedlung Tirano entwickelte sich am linken Ufer des Flusses Adda unterhalb der im Jahr 1073 erstmals erwähnten Burg Dosso. Tirano war im 12. Jahrhundert eine freie Gemeinde. Später unterstand Tirano der Capitanei von Stazzona, welche auch das Castello Piattamala am Übergang des Puschlav ins Veltlin errichten ließ. In weiterer Folge unterstand Tirano dann auch dem Bistum Como.
Seit 1486 versuchten die Drei Bünde, die Kontrolle über das Veltlin und andere angrenzende Täler zu erlangen. 1487 erfolgte die Erstürmung des weitgehend unbefestigten Tiranos durch die Bündner, die vermutlich auch die Burg Dosso und Teile von Tirano zerstörten.
Ludovico il Moro veranlasste den Auf- und Ausbau der Stadtbefestigung von Tirano. Es wurde nach Plänen von Giovanni Francesco Sanseverino eine Ringmauer und das Castello Santa Maria (auch: Castellaccio) 1492/1493 errichtet. Nach einigen Autoren soll der Plan für das Befestigungswerk vom herzoglichen Baumeister Ambrogio Ferrari stammen, nach anderen von Leonardo da Vinci. Die Bauausführung oblag dem Ingenieur Giovanni Antonio Amadeo, der auch das Castello Piattamala verstärkte. Die Ringmauer von Tirano wurde durch drei Tore in der Stadt und den Zugang über das Castello Santa Maria durchbrochen.
1512 wurde Tirano (und die drei Talschaften Chiavenna, Veltlin und Bormio) im Zuge der Mailänderkriege von den Bündnern erneut erobert und die Befestigungen größtenteils in weiterer Folge geschleift. Die Bündner setzten in Tirano einen Podestaten ein und eröffneten einen bis in die Bodenseeregion wichtigen Vieh- und Warenmarkt, der jahrhundertelang bestand (siehe Via Valtellina). 1512–1620 und 1639–1798 war das Veltlin mit Tirano als zugewandter Ort Teil der Alten Eidgenossenschaft und unter Kontrolle der Drei Bünde (Graubünden).
Eine Rückeroberung und eine Talsperre (Letzi) Richtung Schweiz (Graubünden) zur Sperre des Puschlavs zum Veltlin wurde angedacht, aber nicht verwirklicht. Der Überlieferung zufolge sollte die Kirche San Rocco am Eingang des Puschlav 1526 oder 1531 im Auftrag von Gian Giacomo Medici (Neffe von Papst Pius IV.) als eine kleine Festung gebaut werden, um in weiterer Folge die Kontrolle über das Veltlin bzw. Valchiavenna und damit diesen Teil von Graubünden wieder zu erlangen. Gian Giacomo Medici habe einen Abgesandten als Mönch verkleidet nach Tirano geschickt, um die Bevölkerung zu überzeugen, eine Kirche zu errichten, die dem Schutzpatron der Pestopfer gewidmet werden soll. In Wirklichkeit jedoch sollte ein kleiner Militärstützpunkt angelegt werden. Die Einwohner von Tirano erkannten die Absicht nach Beginn des Baues und blockierten den Weiterbau und vertrieben den angeblichen Mönch. San Rocco wurde erst zu einem späteren Zeitpunkt von den Einwohnern von Tirano als Kirche unter finanziellem Beitrag der Familie Salis fertiggestellt.
1531 erfolgte zur langfristigen Sicherung der Gebiete für die Bündner die Erlassung der Satzung von Valtellina (Statuti di Valtellina), die dann 1548 reformiert wurde. Chiavenna und Bormio und andere erhielten eigene Satzungen durch welche der Autonomiestatus für jeden Bereich jeweils getrennt und unterschiedlich festgelegt wurde.

## Topografie
Der Poschiavino ist ein rund 30 km langer rechter Nebenfluss der Adda. Der größte Teil des Flusses verläuft durch das Puschlav (italienisch Val Poschiavo) in der Schweiz und nur etwa 3 km in Italien (Veltlin). Tirano liegt im Veltlin an der Adda und von Nordwesten kommend endet hier das Puschlav bzw. der Poschavino mündet in die Adda. Das umgebende Gelände ist hügelig.

## Befestigungswerk

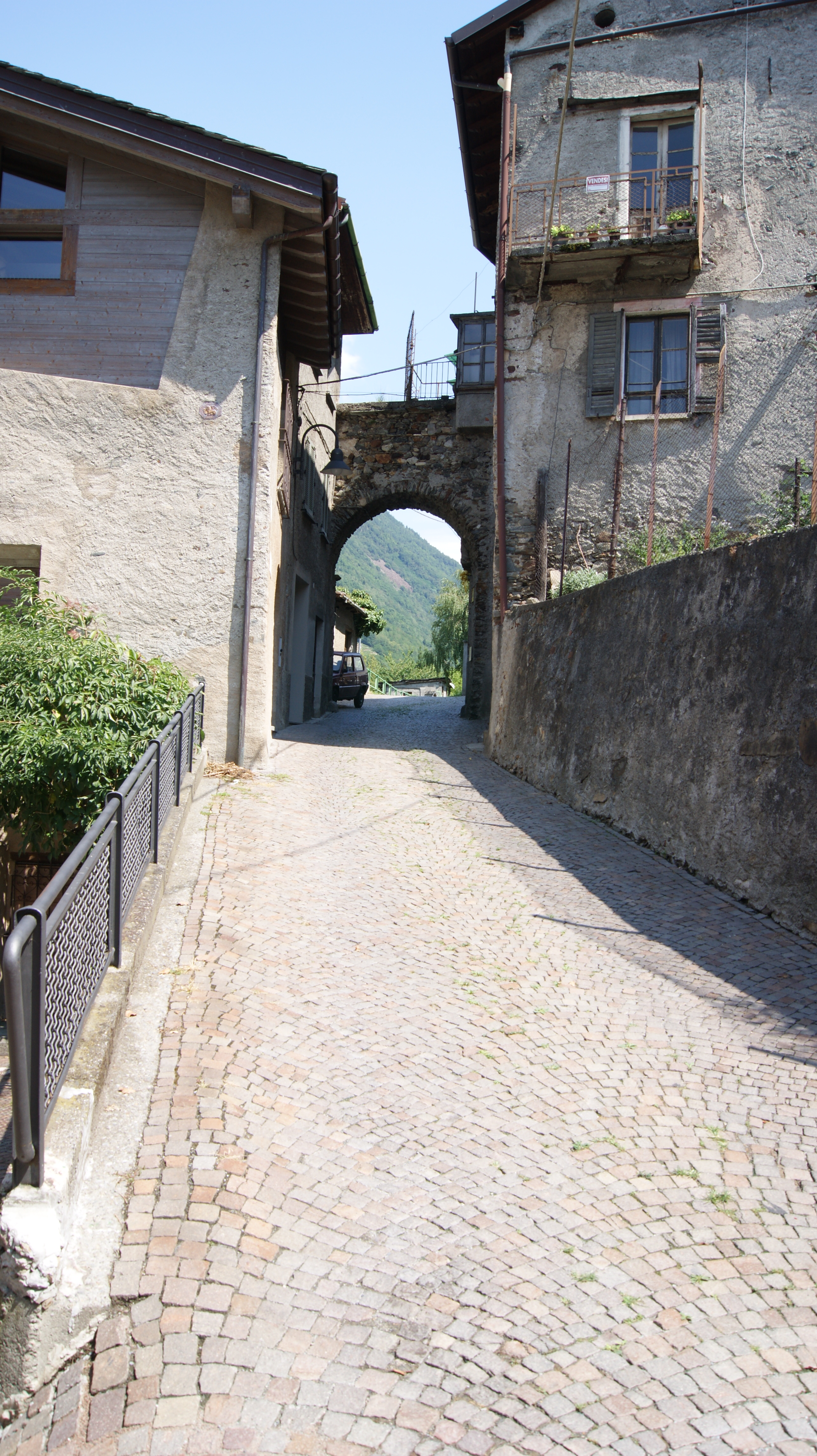
Porta Bormina

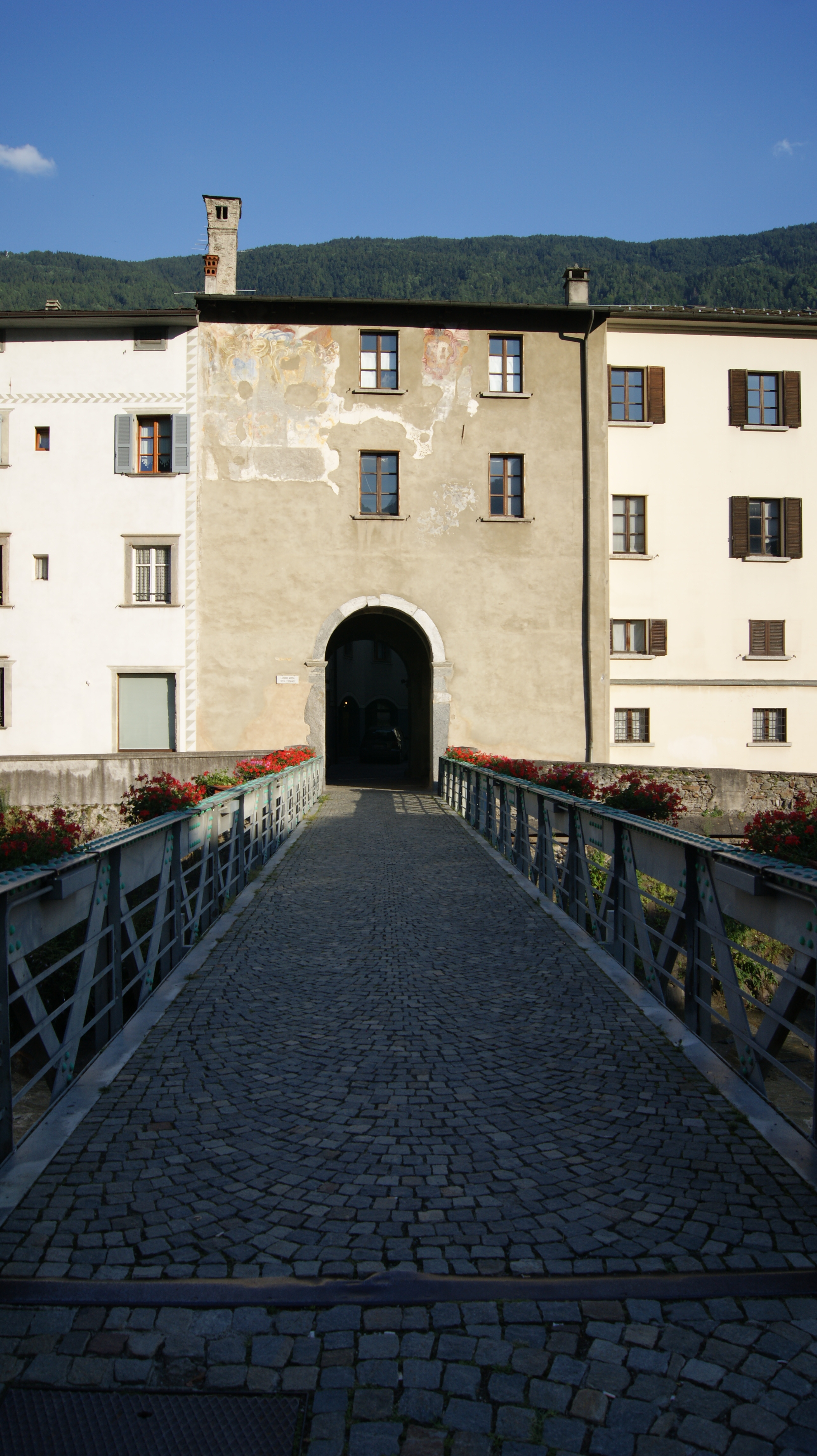
Porta Poschiavina

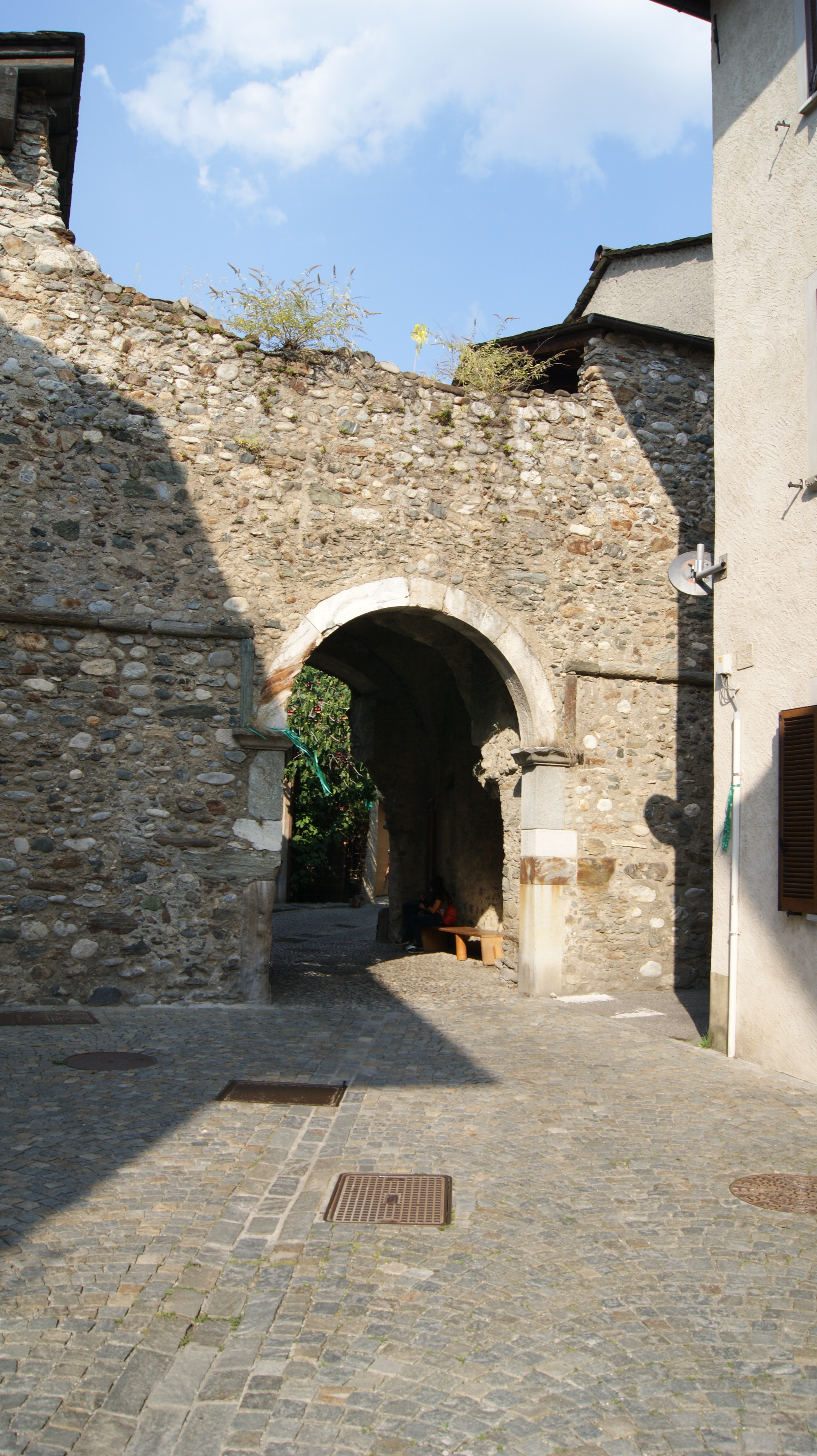
Porta Milanese

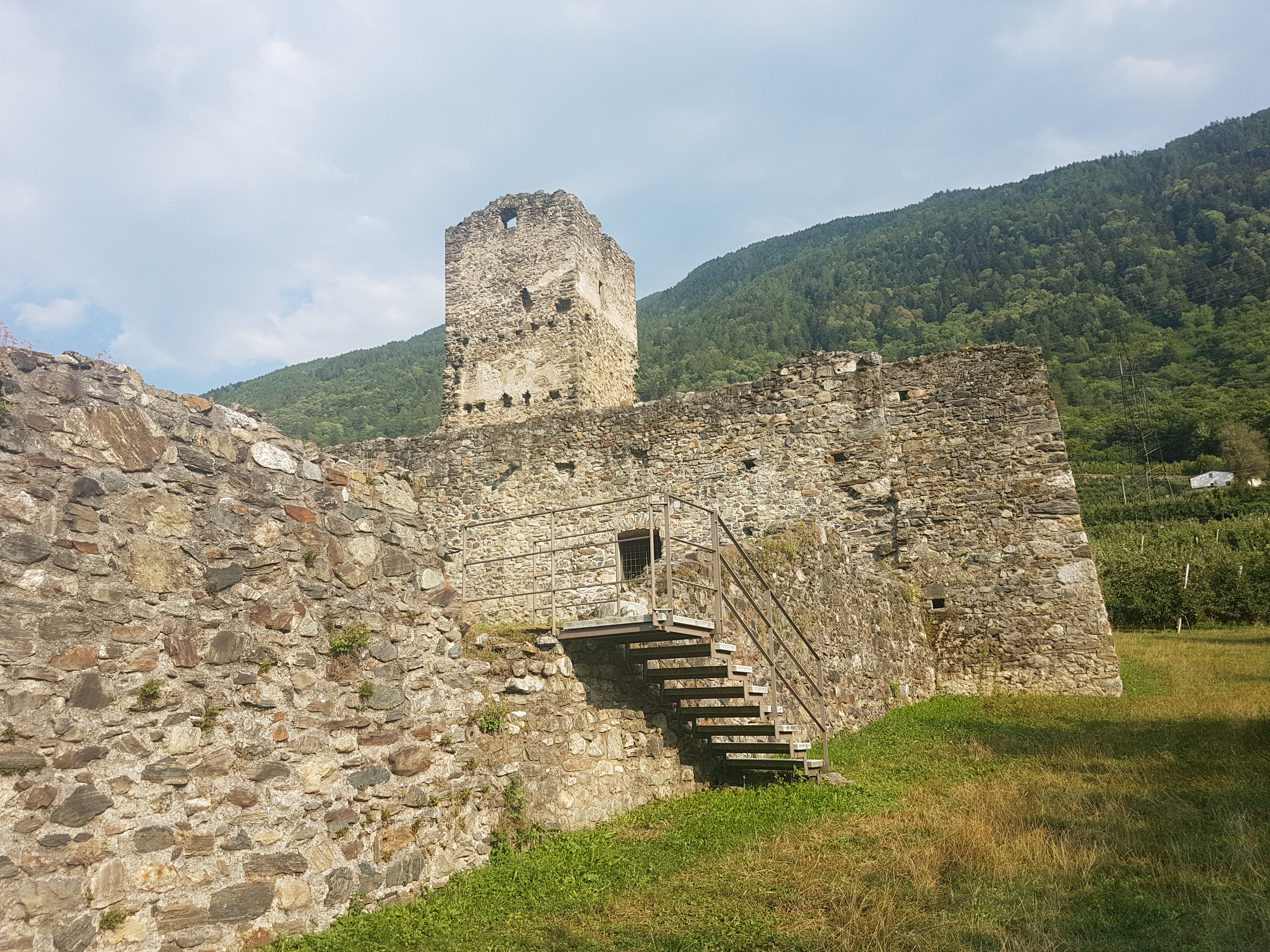
Castello Santa Maria

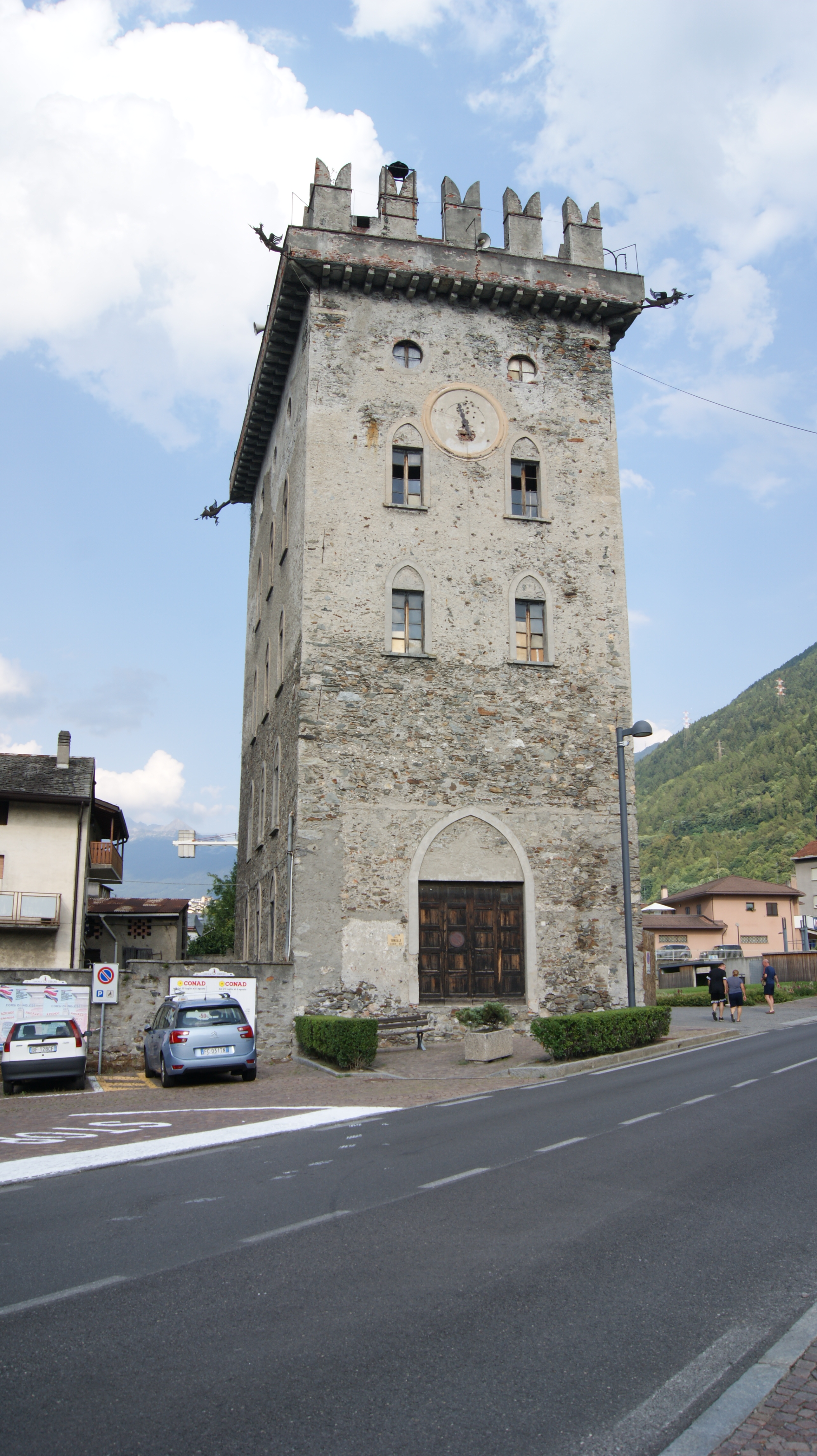
Torre Torelli

### Verlauf
Das Befestigungswerk führte vom Castello Santa Maria quer über den Hang entlang durch unbebautes Gebiet bis zur Porta Bormina im Nord-Osten. Von dort nordwärts zur Adda. Entlang der Adda, unter Ausnutzung des natürlichen Schutz des Flusses, verlief die Stadtmauer nach Süd-Westen, unterbrochen nur von der Porta Poschiavina, bis auf die Höhe der Burg. Von hier stieg die Ringmauer nach Süden wieder zur Burg an und wurde im unteren Bereich nur von der Porta Milanese durchbrochen. Die Mauern waren mit mindestens 10 viereckigen Wehrtürmen ergänzt. Drei davon sind noch erkennbar (Porta Poschiavina, Porta Milanese, Viereckturm beim Castello Santa Maria).

### Durchgänge / Tore
Die ehemaligen Zugänge (Tore) der Stadtbefestigung von Tirano sind offen, Tore bzw. Fallgatter sind keine mehr vorhanden. Diese Durchgänge sind in einem relativ guten Zustand und werden auch täglich genutzt. Es sind dies:

#### Porta Bormina
Die Porta Bormina (Porta Bormina sull’alta valle, etwa 452 m s.l.m.) versperrte die Straße in Richtung Bormio und zum Stilfser Joch (Passo dello Stelvio). Von diesem Durchgang in die Stadt sind nur noch Reste erhalten. Es wird davon ausgegangen, dass der heute sichtbare Rundbogen mit verkeilten Bruchsteinen eine spätere Rekonstruktion ist.

#### Porta Poschiavina
Die Porta Poschiavina (vom Fluss Poschiavino benannt) ist ein Viereckturm und heute in die umgebende Bebauung integriert. Durch die Porta Poschiavina (Porta Poschiavina sul Bernina, etwa 440 m s.l.m.), durch zwei hintereinanderliegende Rundbögen und eine Torhalle mit Kreuzgratgewölbe, erfolgte über die alte Brücke (über die Adda) die Verbindung nach Graubünden. Auf der stadteinwärts gewandten Seite des Turms können noch die Nut des Fallgatters gesehen werden. Die sichtbaren Fresken stammen aus dem 15. Jahrhundert, so z. B. zwei Figuren des Wilden Mannes.

#### Porta Milanese
Durch die Porta Milanese (Porta Milanese sulla media valle, etwa 435 m s.l.m.) führt die Straße nach Como und zum Passo dell’Aprica und weiter nach Mailand (italienisch Milano). Der Durchgang hat das ursprüngliche Aussehen bis heute sehr gut erhalten. Die ursprüngliche Struktur ist noch heute sichtbar, mit dem Rundbogen der Außenöffnung und der Treppe, die in das Obergeschoss führt. Der Durchgang hat auf der stadtauswärts gewandten Seite ein Rundbogentor. Die Torhalle selbst ein Kreuzgratgewölbe.  Auf der stadteinwärts gewandten Seite besteht ein Flachbogen. Ein schmaler Schlitz für ein Fallgatter und ein Gussloch im Scheitel des Torbogens sind noch erkennbar.

### Castello Santa Maria
Der vierte Zugang zur Stadt, über das Castello Santa Maria (Porta Santa Maria sul castello), kann heute nicht mehr genutzt werden. Die Via del Castagneti führt an der Burg vorbei.
Die Verbindung der Stadtmauern von Tirano 441 m s.l.m. zur Hangburg Castello Santa Maria 480 m s.l.m. erfolgte durch Schenkelmauern. Burg- und Stadtbefestigung bildeten ein gemeinsames Verteidigungssystem, wie dies z. B. auch in Deutschland in Hirschhorn am Neckar, Königsberg in Bayern, Pappenheim in Franken oder in Burghausen in Oberbayern zu sehen ist.

### Kosten
Die Kosten für die Befestigungsanlage, die ursprünglich dem ganzen mittleren Veltlin dienen sollte, mussten alle Orte zwischen Grosotto und Sondrio bis Morbegno anteilig tragen.

## Torre Torelli
Die Torre Torelli in der Via della Repubblica ist kein historischer Wehrbau und kein Teil der Stadtbefestigung. Es handelt sich dabei um ein Gebäude, mit dem um 1810 Luigi Torelli seinen politischen Herrschaftsanspruch in Tirano sichtbar machen wollte. Dieser im Stil des Historismus (neogotischer Stil in der Epoche der Romantik) gehaltene fünfgeschossige Turm ist mit Wehrgangkranz und Schwalbenschwanz-Zinnen (Merlatura) versehen, jedoch ohne jede militärisch-strategische Bedeutung.